# Futbolniy Klub Chertanovo Moscou
Football Club Chertanovo Moscow (em russo:  «Чертаново» (Москва)) é um clube de futebol da cidade de Moscou, na Rússia. Atualmente disputa a Terceira Divisão nacional.
Fundado em 1993 como FC SUO Moscow, mudou para o nome atual um ano depois.